# Dungal von Bobbio
Dungal von Bobbio (bl. 811–828) war ein irischer Mönch, Lehrer, Astronom und Dichter. Er lebte in der Abtei Saint-Denis, in Pavia und Bobbio. Man nimmt an, dass er mit dem Schriftsteller Hibernicus exul identisch ist.

## Leben
Dungal wurde gegen Ende des 8. Jahrhunderts in Irland geboren. Möglicherweise erhielt er seine Ausbildung in Bangor, Wales. Etwa um das Jahr 800 verließ er die britischen Inseln. 811 lebte er in der Abtei Saint-Denis bei Paris. Ein Brief von Alkuin scheint anzudeuten, dass er Bischof war.

### Beobachtungen der Sonnenfinsternis
In einem Brief an Karl den Großen beantwortete er die Frage, weshalb 810 zwei Sonnenfinsternisse zu beobachten waren. Er griff dabei auf die Lehren von Macrobius, Plinius und anderer antiker Autoren zurück. Sein Brief offenbart „ein astronomisches Wissen, das weit über die gängigen Vorstellungen seiner Zeit hinausging“.

### Späteres Leben
Dungal verfasste ein Gedicht über die Weisheit und die Sieben freien Künste. 823 wurde er in einem Kapitulare von Lothair erwähnt. 825 wurde er durch einen kaiserlichen Erlass zum Meister der Schule von Pavia ernannt. 827 oder 828 verteidigte er die Position der Bilderverehrer gegen Claudius von Turin und verfasste eine Verteidigung seiner Lehren nach einer Aufforderung durch Ludwig den Frommen.

### Tod und Vermächtnis
Dungal starb nach 827 oder 828, wahrscheinlich in der Abtei Bobbio. Er hinterließ der Abtei seine wertvolle Bibliothek mit 27 Bänden. Möglicherweise stammt das Antiphonar von Bangor aus seinem Besitz.

## Werke
- Carmina, Migne, Patrologia Latina, vol. 105: col 052-0532D
- Epistola de duplici Solis Eclipsi Anno 810, Migne, Patrologia Latina, vol. 105: col. 0447-0458C
- Responsa contra perversas Claudii Tauronensis Episcopi sententias, Migne, Patrologia Latina, vol. 105: col. 0465-0530A